# Protoptila maculata
Protoptila maculata là một loài Trichoptera trong họ Glossosomatidae. Chúng phân bố ở miền Tân bắc.